# قيصما
قيصما قرية سورية تتبع ناحية مركز صلخد في منطقة صلخد في محافظة السويداء. تضم قرية قيصما بلدية تأسست عام 1984 تخدم خمس قرى إلى جانب قيصما، هي أبو زريق، بهم، تل اللوز، طليلين والشعاب إلى جانب جمعية فلاحية ووحدة نسائية ونقطة طبية ومدرستين للتعليم الأساسي حلقة أولى وثانية.
واسمها ينسب إلى نبات بري يدعى القيصوم حيث ينتشر بكثرة على أطراف أوديتها وله رائحة طيبة ومنه أخذت اسمها الحالي قيصما فيما تذكر روايات أخرى أن سبب تسميتها يعود إلى كثرة أشجار الإثل التي كانت تشتهر بها والتي تعني باللغة العربية القيصوم.